# Kurt Held
Pour les articles homonymes, voir Held.
Œuvres principales
- Zora la rousse (1941)
- Les Frères noirs (1939)

Kurt Held, né Kurt Kläber le 4 novembre 1897 à Iéna dans le grand-duché de Saxe-Weimar-Eisenach, et mort le 9 décembre 1959 à Carona (Suisse italienne), est un écrivain juif allemand. Il a également publié des œuvres sous son vrai nom et sous celui de son épouse, Lisa Tetzner, avec laquelle il a parfois co-écrit.
Il est principalement connu pour son roman pour la jeunesse Zora la rousse (Die rote Zora und ihre Bande, 1941), un succès international, mais également pour un autre roman pour enfants : Les Frères noirs (Die schwarzen Brüder), publié sous le nom d’auteur de son épouse car frappé d'une interdiction de publication. Classique de la littérature de langue allemande, cette œuvre s'inspire de la véridique et tragique histoire, en Suisse, des enfants ramoneurs vendus comme esclaves en Italie de 1850 à 1920 et durement exploités et maltraités. 
Hormis ces deux romans, ses autres livres sont inédits en France.

## Biographie
Lors de la Première Guerre mondiale, Kurt Held combat sur le front avec les troupes allemandes. Après la guerre, frustré de la défaite, il vit dans l'espoir d'une régénération sociale et politique et se rapproche des mouvements communistes. Il travaille comme mineur dans la Ruhr, comme vendeur ambulant de livres et fondateur d'une Arbeitsschule à Bochum, partageant avec d'autres artistes l'idée d'une littérature d'agitation et de lutte contre l'ordre bourgeois au  service de la classe ouvrière. Il participa activement à la révolution allemande et est membre du Parti communiste d'Allemagne (KPD).
En 1924, il épouse Lisa Tetzner (1894-1963), une écrivaine pour livres d'enfants. Ensemble, ils vont voyager pour promouvoir la littérature communiste.
En 1925, son livre Die Barrikaden an der Ruhr est prohibé par la censure, ce qui provoque la mobilisation des intellectuels les plus engagés du moment en faveur de la liberté d'opinions (Hermann Hesse, Brod, Feuchtwnger, Toller, Lisa Wenger, etc.). Il participe à la fondation de différents  périodiques de critiques et de propagande, parmi lequel le mensuel Die Linkskurve.
En 1933, il est arrêté, le soir même de l'incendie du Reichstag, mais il réussit à s'évader et à s'enfuir vers la Tchécoslovaquie, puis à rejoindre son épouse à Zurich en Suisse, où ils venaient régulièrement séjourner à Carona, dans le canton du Tessin, depuis 1924. Il y reste jusqu'après la Seconde Guerre mondiale. Pendant cette période, il publie ses livres sous le nom de son épouse car il était interdit de publication. Il fréquente aussi Paris où il collabore au centre d’émigration allemande et au Parti communiste d'Allemagne (KPD).
En 1936, avec ses premiers gains, il achète un terrain qu'il exploite à des fins agricoles pour la propre subsistance de sa famille. C'est sur ce terrain qu'il fera construire sa maison en 1955, la Casa Pantrovà, qu'il léguera par testament aux écrivains et aux artistes.
Après la guerre, déçu par le communisme (en 1939 il quitte le KPD en protestation contre le stalinisme), Kurt Held s'éloigne de la politique. Désormais dans son travail « sont exaltées les valeurs de solidarité qui unissent les enfants déshérités, protagonistes confrontés à l’exclusion sociale sous la pression de lois injustes, privés de perspectives de s’en sortir sinon dans l’amitié entre semblables par l’humanité des souffrants. Sous une forme traduite, on peut apercevoir une continuité avec la pratique littéraire militante des années 1920 non plus comme un message révolutionnaire mais plutôt dans l’utilité didactique d’un mode de concevoir l’art au service de la société.» 
En 1948, il obtient la nationalité suisse. 
Kurt Held meurt en 1959 à l'âge de 62 ans des suites d'une fièvre typhoïde contractée pendant la Première Guerre mondiale.

## Œuvre
- 1919 : Neue Saat (littéralement : Nouvelle graine), poèmes
- 1925 : Die Barrikaden an der Ruhr. Erzählungen aus den Kämpfen des Ruhrproletariats. (lit., Les Barricades dans la Ruhr. Histoires des luttes du prolétariat de la Ruhr). Un premier recueil de récits dans lequel il développe des thèses pacifistes et solidaristes.
- 1925 : Revolutionäre: Erzählungen aus den Kämpfen des Proletariats 1918–1925 (lit., Révolutionnaires : histoires des luttes du prolétariat 1918-1925)
- 1925 : Empörer! Empor! Gedichte, Skizzen, Reiseberichte (litt., Rebels! Empor! Poèmes, croquis, Voyage)
- 1925 : Passagiere der III. Klasse (litt., Passagers de 3e classe, roman.
- 1936 : Die Toten von Pabjanice (litt., Les Morts de Pabianice), recueil d'histoires.
- 1939 : Les Frères noirs (Die schwarzen Brüder), roman illustré pour la jeunesse. Publié partout sous le nom de Lisa Tetzner, il est édité en France pour la 1re fois en 1983[3] aux éditions L’École des Loisirs. Ce classique de la littérature de langue allemande s'inspire de l'histoire des petits ramoneurs de la vallée de Verzasca, en Suisse italienne qui, de 1850 à 1920, ont été vendus comme esclaves à Milan. Exploités et forcés à subir des sévices, ils ont pu s’échapper de leur misère grâce à l’amitié et à la solidarité de l’association constituée par « Les Frères noirs », surnom que se sont donnés d'autres enfants ramoneurs. En France, ce roman a été réédité en 2005 aux éditions L’École des Loisirs (ISBN 2-211-07486-3)[1]
- 1941 : Zora la rousse (Die Rote Zora). Son succès majeur.
- 1947-1949 : Der Trommler von Faido'' (litt., Le Clairon de Faido) (2 vol.)
- 1950 : Matthias und seine Freunde (litt., Mattias et ses amis)
- 1951 : Alles für zwanzig Rappen (litt., Tout pour vingt cents)
- 1951 : Spuk in Neuhausen: Erzählung (litt., Effroi à Neuhausen : récit)
- 1955 : Giuseppe und Maria (litt., Giuseppe et Maria) (4 volumes)
- 1955 : Mein Bruder Georg (litt., Mon frère Georges)

## Adaptations au cinéma et à la télévision
- 1984 : Die schwarzen Brüder, mini-série télévisée germano-suisse en six épisodes adaptée du roman Les Frères noirs.
- 1995 : Romeo no aoi sora (en japonais : ロミオの青い空, littéralement : Le Ciel bleu de Romeo), série télévisée d'animation japonaise en 33 épisodes réalisée par Kōzō Kusuba, d'après le roman Les Frères noirs. En Allemagne, la série a été diffusée sous le titre Die schwarzen Brüder (Les Frères noirs)[4].
- 2014 : Die schwarzen Brüder, film germano-suisse de Xavier Koller, adapté du roman Les Frères noirs.
- Plusieurs comédies musicales ont également été adaptées du roman Les Frères noirs.

## Source
- (de) Das war Kurt Held. Vierzig Jahre Leben mit ihm (1961). Traduction littérale du titre : Ainsi était Kurt Held. 40 années de vie avec lui) : biographie sur Kurt Held écrite par son épouse Lisa Tetzner.